# Nedre Smörtjärnen
Nedre Smörtjärnen är en sjö i Borlänge kommun i Dalarna och ingår i Dalälvens huvudavrinningsområde.